# سان روبيرتو
هي مدينة تقع في مقاطعة ريدجو كالابريا في إيطاليا .